# Helicopter Tjungurrayi
Helicopter Tjungurrayi (* 1. Juli 1947 in Nynmi, Western Australia) ist ein Aborigines-Künstler, der in Balgo in Western Australia lebt und arbeitet.

## Leben
Helicopter lebte in seiner Jugend nomadisch, deshalb hatte für ihn die Suche nach Trinkwasser und Bush Food große Bedeutung. Dieser Themenkreis spiegelt sich auch in seinen Gemälden wider. Wegen einer schweren Krankheit wurde er als Kind mit einem Hubschrauber einer Bergwerksgesellschaft in die Balgo-Aborigines-Missionsstation transportiert. Die Aborigines, die dieses Fluggerät zum ersten Mal sahen, verliehen ihm daraufhin diesen Namen.
In der Missionsstation wurde er für Hilfs- und Transportarbeiten eingesetzt. Die Transportfahrten führten in durch weite Teile der australischen Kimberley. In der Balgo-Hills-Missionsstation lernte er Lucy Napanangka Yukenbarri kennen, die er heiratete und mit der er sechs gemeinsame Kinder hatte. Yukenbarri verstarb 2003.
Helicopter ist ferner ein traditioneller Heiler und Pfleger der Traditionen der Aborigines.

## Malerei
In den frühen 90er Jahren malte Helicopter mit seiner Frau. Gemeinsames Malen von Paaren ist durchaus üblich für die Balgo-Künstler. Seit 1994 malt er alleine und bevorzugt einen linearen Dot-Painting-Stil. Die Themen, die er bearbeitet, stehen im Bezug zum Land seines Vaters und seiner Mutter, die im Gebiet der Großen Sandwüste und Gibson Desert lebten. Helicopter ist ein Mitglied der Künstlergemeinschaft der Warlaryirti.
Einzelausstellungen veranstaltete er von 1999 und 2003 zusammen mit seiner Frau Yukenbarri. Seine Arbeiten befinden sich in privaten und öffentlichen Sammlungen, wie in der Art Gallery of New South Wales und National Gallery of Victoria.